# Ненія
Не́нія (лат. Naenia) — поховальна пісня в римлян, яку виконували найняті для цього жінки-плакальниці. 
Неніями звалася також богиня — уособлення голосіння. Вона мала свій храм поблизу Рима.